# ラシャ・タラハゼ
ラシャ・タラハゼ（Lasha Talakhadze、グルジア語: ლაშა ტალახაძე、1993年10月2日 - ）は、ジョージアのウエイトリフティング選手。イメレティ州サチヘレ出身。男子109kg超級のスナッチ、クリーン&ジャーク、トータルの全ての世界記録保持者。

オリンピックでは、2016年のリオデジャネイロオリンピックと2021年の東京オリンピックの最重量級で金メダルを獲得し、2大会連覇を達成した。リオデジャネイロオリンピックではトータルの世界記録を更新し、東京オリンピックではスナッチ、クリーン&ジャーク、トータルの全てで自身が既に持っていた世界記録をさらに塗り替えた。
ウエイトリフティング世界選手権では、スナッチ、トータルでは2015年以降5大会、クリーン&ジャークでは2017年以降4大会、連覇を達成している。
ウエイトリフティング欧州選手権では、スナッチ、クリーン&ジャーク、トータルの全てで、2016年以降6大会連覇を達成している。

## 主な戦績
| 年   | 大会                           | 開催地           | 種目                       | 順位   | 記録     | 備考     |
| ---- | ------------------------------ | ---------------- | -------------------------- | ------ | -------- | -------- |
| 2010 | ウエイトリフティング世界選手権 | アンタルヤ       | 105kg超級スナッチ          | 27位   | 162      |          |
| 2010 | ウエイトリフティング世界選手権 | アンタルヤ       | 105kg超級クリーン&ジャーク |        | 記録なし |          |
| 2010 | ウエイトリフティング世界選手権 | アンタルヤ       | 105kg超級トータル          |        | 記録なし |          |
| 2011 | ウエイトリフティング世界選手権 | パリ             | 105kg超級スナッチ          | 15位   | 180      |          |
| 2011 | ウエイトリフティング世界選手権 | パリ             | 105kg超級クリーン&ジャーク | 24位   | 207      |          |
| 2011 | ウエイトリフティング世界選手権 | パリ             | 105kg超級トータル          | 19位   | 387      |          |
| 2015 | ウエイトリフティング世界選手権 | ヒューストン     | 105kg超級スナッチ          | 優勝   | 207      |          |
| 2015 | ウエイトリフティング世界選手権 | ヒューストン     | 105kg超級クリーン&ジャーク | 準優勝 | 247      |          |
| 2015 | ウエイトリフティング世界選手権 | ヒューストン     | 105kg超級トータル          | 優勝   | 454      |          |
| 2016 | ウエイトリフティング欧州選手権 | フォールデ       | 105kg超級スナッチ          | 優勝   | 212      |          |
| 2016 | ウエイトリフティング欧州選手権 | フォールデ       | 105kg超級クリーン&ジャーク | 優勝   | 251      |          |
| 2016 | ウエイトリフティング欧州選手権 | フォールデ       | 105kg超級トータル          | 優勝   | 463      |          |
| 2016 | オリンピック                   | リオデジャネイロ | 105kg超級                  | 優勝   | 473      | 世界記録 |
| 2017 | ウエイトリフティング欧州選手権 | スプリト         | 105kg超級スナッチ          | 優勝   | 217      | 世界記録 |
| 2017 | ウエイトリフティング欧州選手権 | スプリト         | 105kg超級クリーン&ジャーク | 優勝   | 250      |          |
| 2017 | ウエイトリフティング欧州選手権 | スプリト         | 105kg超級トータル          | 優勝   | 467      |          |
| 2017 | ウエイトリフティング世界選手権 | アナハイム       | 105kg超級スナッチ          | 優勝   | 220      | 世界記録 |
| 2017 | ウエイトリフティング世界選手権 | アナハイム       | 105kg超級クリーン&ジャーク | 優勝   | 257      |          |
| 2017 | ウエイトリフティング世界選手権 | アナハイム       | 105kg超級トータル          | 優勝   | 477      | 世界記録 |
| 2018 | ウエイトリフティング欧州選手権 | ブカレスト       | 105kg超級スナッチ          | 優勝   | 210      |          |
| 2018 | ウエイトリフティング欧州選手権 | ブカレスト       | 105kg超級クリーン&ジャーク | 優勝   | 247      |          |
| 2018 | ウエイトリフティング欧州選手権 | ブカレスト       | 105kg超級トータル          | 優勝   | 457      |          |
| 2018 | ウエイトリフティング世界選手権 | アシガバート     | 105kg超級スナッチ          | 優勝   | 217      | 世界記録 |
| 2018 | ウエイトリフティング世界選手権 | アシガバート     | 105kg超級クリーン&ジャーク | 優勝   | 257      | 世界記録 |
| 2018 | ウエイトリフティング世界選手権 | アシガバート     | 105kg超級トータル          | 優勝   | 474      | 世界記録 |
| 2019 | ウエイトリフティング欧州選手権 | バトゥミ         | 109kg超級スナッチ          | 優勝   | 218      | 世界記録 |
| 2019 | ウエイトリフティング欧州選手権 | バトゥミ         | 109kg超級クリーン&ジャーク | 優勝   | 260      | 世界記録 |
| 2019 | ウエイトリフティング欧州選手権 | バトゥミ         | 109kg超級トータル          | 優勝   | 478      | 世界記録 |
| 2019 | ウエイトリフティング世界選手権 | パッタヤー       | 109kg超級スナッチ          | 優勝   | 220      | 世界記録 |
| 2019 | ウエイトリフティング世界選手権 | パッタヤー       | 109kg超級クリーン&ジャーク | 優勝   | 264      | 世界記録 |
| 2019 | ウエイトリフティング世界選手権 | パッタヤー       | 109kg超級トータル          | 優勝   | 484      | 世界記録 |
| 2021 | ウエイトリフティング欧州選手権 | モスクワ         | 109kg超級スナッチ          | 優勝   | 222      | 世界記録 |
| 2021 | ウエイトリフティング欧州選手権 | モスクワ         | 109kg超級クリーン&ジャーク | 優勝   | 263      |          |
| 2021 | ウエイトリフティング欧州選手権 | モスクワ         | 109kg超級トータル          | 優勝   | 485      | 世界記録 |
| 2021 | オリンピック                   | 東京             | 109kg超級                  | 優勝   | 488      | 世界記録 |
| 2021 | ウエイトリフティング世界選手権 | タシュケント     | 109kg超級スナッチ          | 優勝   | 225      | 世界記録 |
| 2021 | ウエイトリフティング世界選手権 | タシュケント     | 109kg超級クリーン&ジャーク | 優勝   | 267      | 世界記録 |
| 2021 | ウエイトリフティング世界選手権 | タシュケント     | 109kg超級トータル          | 優勝   | 492      | 世界記録 |
| 2022 | ウエイトリフティング欧州選手権 | ティラナ         | 109kg超級スナッチ          | 優勝   | 217      |          |
| 2022 | ウエイトリフティング欧州選手権 | ティラナ         | 109kg超級クリーン&ジャーク | 優勝   | 245      |          |
| 2022 | ウエイトリフティング欧州選手権 | ティラナ         | 109kg超級トータル          | 優勝   | 462      |          |

## 記録
| 種目              | 記録 | 年月日         | 場所         | 備考     |
| ----------------- | ---- | -------------- | ------------ | -------- |
| スナッチ          | 225  | 2021年12月16日 | タシュケント | 世界記録 |
| クリーン&ジャーク | 267  | 2021年12月16日 | タシュケント | 世界記録 |
| トータル          | 492  | 2021年12月16日 | タシュケント | 世界記録 |